# Planet Nine
Planet Nine é o oitavo álbum de estúdio da banda japonesa de rock e visual kei Alice Nine, lançado em 25 de abril de 2018 em duas edições: regular e limitada. Foi produzido por Ken Kitamura, guitarrista do L'Arc-en-Ciel.
Em entrevista com a Visulog, o vocalista Shou disse que uma das influências do álbum é Marilyn Manson, especificamente na faixa "Giga", em que ele se inspirou na canção "The Beautiful People".

## Recepção
Alcançou a trigésima segunda posição nas paradas da Oricon Albums Chart.

## Faixas
| N.º            | Título                     | Duração |  |
| 1.             | "Planet Nine -Invitation-" | 2:09    |  |
| 2.             | "F+ix=You"                 | 3:39    |  |
| 3.             | "Five Joker"               | 3:39    |  |
| 4.             | "Unreal"                   | 4:29    |  |
| 5.             | "Castle of the Nine"       | 3:47    |  |
| 6.             | "Pendulum"                 | 3:34    |  |
| 7.             | "Sonata" (ソナタ)          | 4:35    |  |
| 8.             | "Neophilia"                | 3:44    |  |
| 9.             | "Giga"                     | 3:46    |  |
| 10.            | "Asylum"                   | 4:54    |  |
| 11.            | "Re:Born"                  | 4:05    |  |
| Duração total: | Duração total:             | 42:06   |  |

| Faixas bônus da edição limitada (DVD) |                       |         |  |
| N.º                                   | Título                | Duração |  |
| 1.                                    | "Unreal" (Videoclipe) | 4:29    |  |

## Ficha técnica

### Alice Nine
- Shou (将) – vocal
- Hiroto (ヒロト) – guitarra
- Tora (虎) – guitarra
- Saga (沙我) – baixo, backing vocals
- Nao (ナオ) – bateria